# النبة (السبرة)

تعديل مصدري - تعديل

النبة محلة تابعة لقرية العشوة، التابعة لعزلة التربة بمديرية السبرة إحدى مديريات محافظة إب في الجمهورية اليمنية.، بلغ تعداد سكانها 204 حسب تعداد اليمن لعام 2004.